# Pékin Express : Sur les traces du tigre d'or
Pékin Express : Sur les traces du tigre d'or est la 18e édition (toutes saisons confondues) de Pékin Express, émission de télévision franco-belgo-luxembourgeoise de téléréalité, diffusée chaque semaine sur M6, à partir du 8 février 2024. Elle est présentée par Stéphane Rotenberg, désigné comme directeur de course.
Les binômes de cette saison ont dû rejoindre Hanoï au Viêt Nam, en partant de Bali en Indonésie et en passant par la Malaisie.

## Production et organisation
Cette année, la production a reçu près de 40 000 candidatures, limite à laquelle elle se limite pour pouvoir les traiter, jusqu'à 90 000 candidatures étaient reçues post-covid.

## Principe
Comme pour chaque saison de Pékin Express, chaque équipe gère un budget équivalant à un euro par jour et par personne.
Cet argent est alloué à l'achat de nourriture et doit être utilisé uniquement pendant les heures de course. Pour leur progression, les équipes doivent pratiquer l'auto-stop, et se faire offrir le gîte et le couvert la nuit tombée. Chaque équipe se voit attribuer une balise leur permettant d'être notifiés du début et de la fin de la course. Cette balise doit être remise à Stéphane Rotenberg, le directeur de la course, action marquant alors la fin de l'aventure.

### Règles habituelles

#### Le Trek
Les candidats croisent alors le panneau voiture interdite et vont devoir se lancer dans une randonnée au bout de laquelle se trouve généralement l'arrivée. Toutefois, pour corser le tout, une contrainte supplémentaire est ajoutée, pour compliquer davantage la difficulté déjà présente dans le Trek.
- Étape 2 : L'ascension du Kawah Ijen (3,5 km). Les candidats ont dû le gravir avec pour difficulté supplémentaire de tracter une brouette qu'ils devaient remplir de sacs de soufre. Il pouvait en remplir la quantité souhaitée, car ce sont les trois meilleures équipes (celles avec le poids le plus élevé de soufre à l'arrivée) qui sont qualifiées pour l'immunité. L'impératif étant toutefois d'arriver avant 15 h devant Stéphane. Si la tâche était trop compliquée, les équipes pouvaient se délester de sacs pendant leur ascension.

#### Le Drapeau rouge
Cette année, le drapeau rouge fait son apparition lors de la quatrième étape. L'équipe qui détient ce drapeau peut arrêter les équipes de son choix, autant de fois qu'elle le souhaite, jusqu'à la fin de l'étape, pendant 15 minutes. Lors de cette étape, ce sont Flavie & Jérémy, les petits suisses, qui détiennent ce pouvoir, ce qui leur permet de gagner l'étape. Le drapeau rouge fait son retour lors de la huitième étape, c'est Romain & Laura qui le possède, ce qui leur permet de gagner l'étape.

#### Les Intouchables
La règle des intouchables bouleverse la compétition lors de la sixième étape à Kuala Lumpur. Lors de cette étape, l'équipe remportant le premier sprint intermédiaire obtient le titre d' "intouchables". Ainsi, Flavie et Jérémy, les petits suisses, choisiront lors des prochaines courses intermédiaires les équipes qu'elles souhaitent qualifier pour la septième étape (en l'occurrence : Ryad et Louison lors du second sprint, et Romain et Laura lors du dernier sprint). À la fin, il ne restera plus que deux binômes qui s'affronteront en duel final : lors de cette saison, Emma & Jérôme et Patricia & Jessica.

### Nouveautés
- Le drapeau blanc : il protège le binôme qui le détient de participer au duel final, sauf si ce binôme finit la course en dernier. Au départ de la deuxième course, il est attribué par le binôme vainqueur de l'épreuve d'immunité. Au cours de la course, il est nécessaire de toucher le binôme porteur pour récupérer le drapeau (il fonctionne donc à l'inverse du drapeau noir). Il apparaît lors de la première étape en Indonésie conservé par Mahdy et Manu qui sont exemptés de duel final. Il réapparaît lors de la cinquième étape en Malaisie. Cette fois, c'est Patrick et Myriam qui le conserve jusqu'à l'arrivée après l'avoir pris à Ryad et Louison. Il ne leur servira pas à échapper au duel final car ils arrivent derniers qui entrainent leur élimination avec leur abandon.

## Le parcours
| Étapes | Pays      | Parcours | Duel final                                                                            | Kilomètres |
| ------ | --------- | --- | ------------------------------------------------------------------------------------- | ---------- |
| 1      | Indonésie | Lac Batur - Ubud - Gilimanuk - Banyuwangi | Banyuwangi (Pendopo Sabha Swagata Blambangan - École primaire)                        | 200 km     |
| 2      | Indonésie | Banyuwangi - Kawah Ijen - Licin - Jember | Jember (Université de Jember - Kampoeng Batja)                                        | 170 km     |
| 3      | Indonésie | Jember - Bromo - Probolinggo - Malang | Malang (Kampung Warna Warni - Lapangan Rampal)                                        | 190 km     |
| 4      | Indonésie | Malang - Kediri - Surabaya | Surabaya (Monumen Proklamasi Soekarno-Hatta Surabaya / Tugu Pahlawan - Atlantis Land) | 180 km     |
| 5      | Malaisie  | Johor Bahru - Malacca - Kuala Lumpur (Tours Petronas) | Aucun                                                                                 | 370 km     |
| 6      | Malaisie  | Putrajaya - Sunway Lagoon - Kuala Lumpur (Temple Thean Hou, KL East Mall, Édifice Sultan Abdul Samad, Titiwangsa, Craft Complex, Lanai Matic) | Kuala Lumpur (Lanai Matic - Marché central)                                           | 90 km      |
| 7      | Malaisie  | Grottes de Batu - Cameron Highlands (Tanah Rata) - Taiping | Taiping (Perak Museum - Tour de l'horloge)                                            | 370 km     |
| 8      | Viêt Nam  | Baie d'Halong - Lang Son - Cao Bang | Cao Bang (Temple Den Ky Sam - Marché central)                                         | 290 km     |
| 9      | Viêt Nam  | Cao Bằng - Núi Mắt Thần - Cao Bình - Lac Núi Cốc - Ba Hàng - Phổ Yên - Long Biên - Cổ Loa | Aucun                                                                                 |            |
| 10     | Viêt Nam  | Sprints intermédiaires : Hanoï (Temple de la Littérature - Cité impériale - Parc Thống Nhất - Công viên Yên Sở - Pagode Trấn Quốc - Musée d'ethnographie - Bát Tràng - Temple Láng) Sprint final : Hanoï (Temple Thiên Niên - Opéra - Temple de Quan Thanh - Pagode Long Hưng) | -                                                                                     | -          |

## Les candidats et les résultats

### Les candidats
| # | Binôme, | Binôme,  | Âge    | Localisation | Localisation            | Lien                                   | Statut et période            |
| - | ------- | -------- | ------ | ------------ | ----------------------- | -------------------------------------- | ---------------------------- |
| 1 | ♂       | Romain   | 29 ans | France       | Sallaumines             | Le coiffeur et sa cliente              | Vainqueurs (Étape 10)        |
| 1 | ♀       | Laura    | 35 ans | France       | Rebreuve-Ranchicourt    | Le coiffeur et sa cliente              | Vainqueurs (Étape 10)        |
| 2 | ♀       | Patricia | 50 ans | France       | Borgo                   | Les collègues corses                   | Finalistes (Étape 10)        |
| 2 | ♀       | Jessica  | 40 ans | France       | Biguglia                | Les collègues corses                   | Finalistes (Étape 10)        |
| 3 | ♀       | Flavie   | 21 ans | Suisse       | Chalais                 | Les "petits" suisses                   | Demi-finalistes (Étape 9)    |
| 3 | ♂       | Jérémy   | 22 ans | Suisse       | Grône                   | Les "petits" suisses                   | Demi-finalistes (Étape 9)    |
| 4 | ♂       | Louison  | 25 ans | France       | Saintes                 | Les inconnus                           | Éliminés (Étape 8)           |
| 4 | ♂       | Ryad     | 36 ans | France       | Berre-l'Étang           | Les inconnus                           | Éliminés (Étape 8)           |
| 5 | ♂       | Jérôme   | 50 ans | France       | Garéoult                | Le papa poule et sa fille              | Éliminés (Étape 6)           |
| 5 | ♀       | Emma     | 19 ans | France       | Garéoult                | Le papa poule et sa fille              | Éliminés (Étape 6)           |
| 6 | ♂       | Patrick  | 67 ans | France       | Guînes                  | Le grand-père ch'ti et sa petite-fille | Abandon médical (Étape 5)    |
| 6 | ♀       | Myriam   | 22 ans | France       | Saint-André-les-Vergers | Le grand-père ch'ti et sa petite-fille | Abandon médical (Étape 5)    |
| 7 | ♂       | Mahdy    | 52 ans | France       | Pont-de-l'Isère         | Les copains commerciaux                | Abandon médical (Étape 3)    |
| 7 | ♂       | Manu     | 44 ans | France       | Pont-de-l'Isère         | Les copains commerciaux                | Abandon médical (Étape 3)    |
| 8 | ♀       | Lola     | 22 ans | France       | Nesmy                   | Les sœurs inséparables                 | Éliminées (Étape 1)          |
| 8 | ♀       | Inès     | 25 ans | France       | La Roche-sur-Yon        | Les sœurs inséparables                 | Éliminées (Étape 1)          |
| 9 | ♂       | Brandon  | 21 ans | Belgique     | Theux                   | Les jumeaux belges                     | Abandon volontaire (Étape 1) |
| 9 | ♂       | Nathan   | 21 ans | Belgique     | Theux                   | Les jumeaux belges                     | Abandon volontaire (Étape 1) |

### Progression des candidats
| Étape | Étape                                                                                       | Binômes participants                                                    | Lieu                | Immunisés       |
| ----- | ------------------------------------------------------------------------------------------- | ----------------------------------------------------------------------- | ------------------- | --------------- |
|       | 1                                                                                           | Jérôme et Emma - Flavie et Jérémy - Patricia et Jessica - Mahdy et Manu | Ubud, Île de Bali   | Jérôme et Emma  |
| 2     | Jérôme et Emma - Flavie et Jérémy - Romain et Laura                                         | Kawah Ijen, Île de Java                                                 |                     | Jérôme et Emma  |
| 3     | Flavie et Jérémy (Patricia et Jessica) - Jérôme et Emma (Romain et Laura)                   | Bromo, Île de Java                                                      |                     | Jérôme et Emma  |
| 4     | Patricia et Jessica - Jérôme et Emma - Patrick et Myriam                                    | Kediri, Île de Java                                                     |                     | Jérôme et Emma  |
|       | 5                                                                                           | Jérôme et Emma - Ryad et Louison - Patrick et Myriam                    | Malacca             | Jérôme et Emma  |
| 6     | Flavie et Jérémy - Ryad et Louison - Patricia et Jessica - Jérôme et Emma - Romain et Laura | Kuala Lumpur                                                            | Flavie et Jérémy    |                 |
| 6     | Ryad et Louison - Jérôme et Emma - Patricia et Jessica - Romain et Laura                    | Kuala Lumpur                                                            | Ryad et Louison     |                 |
| 6     | Jérôme et Emma - Romain et Laura - Patricia et Jessica                                      | Kuala Lumpur                                                            | Romain et Laura     |                 |
| 7     | Romain et Laura - Flavie et Jérémy - Patricia et Jessica                                    | Tanah Rata, État de Pahang                                              | Patricia et Jessica |                 |
|       | Romain et Laura - Flavie et Jérémy - Patricia et Jessica                                    | 8                                                                       | Lang Son            | Romain et Laura |

Après l'étape 8, il n'y a plus d'épreuves d'immunité, le nombre de binômes étant insuffisant.
| ► Étape             |                              |                              |                              |                              |                              |                              |                              |                              |                              |                                                                |                              | Bilan à l'issue de la demi-finale                              |                              |
| ▼ Candidats         | 1                            | 2                            | 3                            | 4                            | 5                            | 6                            | 7                            | 8                            | 9                            | 9                                                              | 9                            | Bilan à l'issue de la demi-finale                              |                              |
| ▼ Candidats         | 1                            | 2                            | 3                            | 4                            | 5                            | 6                            | 7                            | 8                            | S1                           | S2                                                             | S3                           | Bilan à l'issue de la demi-finale                              |                              |
| ------------------- | ---------------------------- | ---------------------------- | ---------------------------- | ---------------------------- | ---------------------------- | ---------------------------- | ---------------------------- | ---------------------------- | ---------------------------- | -------------------------------------------------------------- | ---------------------------- | -------------------------------------------------------------- | ---------------------------- |
| Romain et Laura     |                              | 1ers                         | 1ers                         | 4es                          | 4es                          | Intouchables (3es)           | 1ers                         | 1ers                         | 1ers                         | 3es                                                            | 2es                          | 50 000 €                                                       |                              |
| Romain et Laura     | sans cadre                   | sans cadre                   | sans cadre                   | 4es                          | 4es                          | Intouchables (3es)           | sans cadre                   | sans cadre                   | NE                           | sans cadre · sans cadre · sans cadre · sans cadre · sans cadre | 2es                          |                                                                |                              |
| Patricia et Jessica | 2es                          | 2es                          | 4es                          | 5es                          | Éliminées (étape 4)          | 5es                          | 3es                          | 4es                          | 2es                          | 1ers                                                           | 3es                          | 50 000 €                                                       |                              |
| Patricia et Jessica | 2es                          | 2es                          | 4es                          | 5es                          | Éliminées (étape 4)          | Réintégrées                  | 3es                          | sans cadre · sans cadre      | 2es                          | sans cadre                                                     | NE                           | sans cadre · sans cadre · sans cadre · sans cadre · sans cadre |                              |
| Flavie et Jérémy    | 5es                          | 3es                          | 6es                          | 1ers                         | 3es                          | Intouchables (1ers)          | 4es                          | 2es                          | 3es                          | 2es                                                            | 1ers                         | Éliminées (étape 9)                                            |                              |
| Flavie et Jérémy    | 5es                          | 3es                          | Réintégrés                   | sans cadre                   | 3es                          | Intouchables (1ers)          | 4es                          | 2es                          | E                            | 2es                                                            | sans cadre                   | Éliminées (étape 9)                                            |                              |
| Ryad et Louison     | 6es                          | 7es                          | 3es                          | 6es                          | 2es                          | Intouchables (2es)           | 2es                          | 3es                          | Éliminés (étape 8)           | Éliminés (étape 8)                                             | Éliminés (étape 8)           | Éliminés (étape 8)                                             | Éliminés (étape 8)           |
| Ryad et Louison     | 6es                          | 7es                          | 3es                          | 6es                          | 2es                          | sans cadre · sans cadre      | 2es                          | 3es                          | Éliminés (étape 8)           | Éliminés (étape 8)                                             | Éliminés (étape 8)           | Éliminés (étape 8)                                             | Éliminés (étape 8)           |
| Jérôme et Emma      | Immunisés (4es)              | Immunisés (5es)              | Immunisés (5es)              | Immunisés (2es)              | Immunisés (1ers)             | 4es                          | Éliminés (étape 6)           | Éliminés (étape 6)           | Éliminés (étape 6)           | Éliminés (étape 6)                                             | Éliminés (étape 6)           | Éliminés (étape 6)                                             | Éliminés (étape 6)           |
| Jérôme et Emma      | Immunisés (4es)              | Immunisés (5es)              | Immunisés (5es)              | Immunisés (2es)              | sans cadre · sans cadre      | 4es                          | Éliminés (étape 6)           | Éliminés (étape 6)           | Éliminés (étape 6)           | Éliminés (étape 6)                                             | Éliminés (étape 6)           | Éliminés (étape 6)                                             | Éliminés (étape 6)           |
| Patrick et Myriam   | 1ers                         | 6es                          | 2es                          | 3es                          | 5es                          | Abandon médical (étape 5)    | Abandon médical (étape 5)    | Abandon médical (étape 5)    | Abandon médical (étape 5)    | Abandon médical (étape 5)                                      | Abandon médical (étape 5)    | Abandon médical (étape 5)                                      | Abandon médical (étape 5)    |
| Patrick et Myriam   | sans cadre                   | 6es                          | 2es                          | 3es                          | 5es                          | Abandon médical (étape 5)    | Abandon médical (étape 5)    | Abandon médical (étape 5)    | Abandon médical (étape 5)    | Abandon médical (étape 5)                                      | Abandon médical (étape 5)    | Abandon médical (étape 5)                                      | Abandon médical (étape 5)    |
| Mahdy et Manu       | 3es                          | 4es                          | Abandon médical (étape 3)    | Abandon médical (étape 3)    | Abandon médical (étape 3)    | Abandon médical (étape 3)    | Abandon médical (étape 3)    | Abandon médical (étape 3)    | Abandon médical (étape 3)    | Abandon médical (étape 3)                                      | Abandon médical (étape 3)    | Abandon médical (étape 3)                                      | Abandon médical (étape 3)    |
| Inès et Lola        | 7es                          | Éliminées (étape 1)          | Éliminées (étape 1)          | Éliminées (étape 1)          | Éliminées (étape 1)          | Éliminées (étape 1)          | Éliminées (étape 1)          | Éliminées (étape 1)          | Éliminées (étape 1)          | Éliminées (étape 1)                                            | Éliminées (étape 1)          | Éliminées (étape 1)                                            | Éliminées (étape 1)          |
| Brandon et Nathan   | Abandon volontaire (étape 1) | Abandon volontaire (étape 1) | Abandon volontaire (étape 1) | Abandon volontaire (étape 1) | Abandon volontaire (étape 1) | Abandon volontaire (étape 1) | Abandon volontaire (étape 1) | Abandon volontaire (étape 1) | Abandon volontaire (étape 1) | Abandon volontaire (étape 1)                                   | Abandon volontaire (étape 1) | Abandon volontaire (étape 1)                                   | Abandon volontaire (étape 1) |

| Étape | Étape                              | Binômes participants | Binômes participants                       | Lieu                         | Éliminés                    |
| Étape | Étape                              | Derniers de l'étape  | Adversaires                                | Lieu                         | Éliminés                    |
| ----- | ---------------------------------- | -------------------- | ------------------------------------------ | ---------------------------- | --------------------------- |
|       | 1                                  | Inès et Lola         | Ryad et Louison                            | École Primaire de Banyuwangi | Inès et Lola                |
| 2     | Ryad et Louison                    | Flavie et Jérémy     | Université de Jember                       | Flavie et Jérémy             |                             |
| 3     | Flavie et Jérémy                   | Ryad et Louison      | Parc Lapangan Rampal, Malang               | Non éliminatoire             |                             |
| 4     | Ryad et Louison (Accompagné d'Ayu) | Patricia et Jessica  | Parc d'attractions Atlantis Land, Surabaya | Patricia et Jessica          |                             |
|       | 5                                  | Patrick et Myriam    |                                            |                              | Patrick et Myriam (Abandon) |
| 6     | Patricia et Jessica                | Jérôme et Emma       | Marché Central, Kuala Lumpur               | Jérôme et Emma               |                             |
| 7     | Flavie et Jérémy                   | Ryad et Louison      | Tour horloge, Taiping                      | Non éliminatoire             |                             |
|       | 8                                  | Ryad et Louison      | Patricia et Jessica                        | Marché central, Cao Bang     | Ryad & Louison              |

| Patricia et Jessica | 50 000 € | 1res     | 2es      | 2es      | 2es      |
| Patricia et Jessica | 50 000 € | 52 770 € | 41 910 € | 22 340 € | 22 340 € |
| Romain et Laura     | 50 000 € | 2es      | 1ers     | 1ers     | 1ers     |
| Romain et Laura     | 50 000 € | 47 230 € | 58 090 € | 77 660 € | 77 660 € |

## Le Débrief Express
Après sept saisons, le format Itinéraire bis disparaît au profit du Débrief Express. Des candidats de la saison 18 et d'autres des saisons précédentes se réunissent dans l'appartement Pékin Express pour réagir aux séquences de l'étape diffusée le soir-même.

## Audiences et diffusion
En France, l'émission est diffusée sur M6, les jeudis, à partir du 8 février 2024. Un épisode dure environ 2 h 10 (publicités incluses), soit une diffusion de 21 h 10 à 23 h 20.
| Épisode     | Jour et horaire de diffusion    | Nombre de téléspectateurs | Part de marché  | Part de marché | Classement des audiences | Réf.   |
| Épisode     | Jour et horaire de diffusion    | Nombre de téléspectateurs | (4 ans et plus) | (FRDA-50)      | Classement des audiences | Réf.   |
| ----------- | ------------------------------- | ------------------------- | --------------- | -------------- | ------------------------ | ------ |
| 1           | 8 février 2024 (21:13 - 21:59)  | 2 290 000                 | 12 %            | 27,2 %         | 2e                       | [ 11 ] |
| 1           | 8 février 2024 (22:06 - 23:20)  | 1 920 000                 | 13 %            | 30,3 %         | 2e                       | [ 11 ] |
| 2           | 15 février 2024 (21:13 - 22:00) | 2 210 000                 | 11,3 %          | 25,6 %         | 2e                       | [ 12 ] |
| 2           | 15 février 2024 (22:08 - 23:28) | 1 730 000                 | 11,9 %          | 22,8 %         | 2e                       | [ 12 ] |
| 3           | 22 février 2024 (21:11 - 22:13) | 1 940 000                 | 9,6 %           | 21,3 %         | 2e                       | [ 13 ] |
| 3           | 22 février 2024 (22:13 - 23:27) | 1 600 000                 | 10,7 %          | 24,5 %         | 2e                       | [ 13 ] |
| 4           | 29 février 2024 (21:11 - 22:17) | 2 050 000                 | 10,4 %          | 21,2 %         | 3e                       | [ 14 ] |
| 4           | 29 février 2024 (22:17 - 23:29) | 1 560 000                 | 10,9 %          | 20,9 %         | 3e                       | [ 14 ] |
| 5           | 14 mars 2024 (21:10 - 22:24)    | 2 040 000                 | 10,6 %          | 21,7 %         | 2e                       | [ 15 ] |
| 5           | 14 mars 2024 (22:31 - 23:21)    | 1 510 000                 | 11,6 %          | 21,8 %         | 2e                       | [ 15 ] |
| 6           | 21 mars 2024 (21:10 - 22:17)    | 1 810 000                 | 9,7 %           | 20,1 %         | 2e                       | [ 16 ] |
| 6           | 21 mars 2024 (22:24 - 23:27)    | 1 450 000                 | 11,5 %          | 22,8 %         | 3e                       | [ 16 ] |
| 7           | 28 mars 2024 (21:10 - 22:17)    | 1 720 000                 | 9,1 %           | 21,2 %         | 3e                       | [ 17 ] |
| 7           | 28 mars 2024 (22:25 - 23:28)    | 1 470 000                 | 11,4 %          | 23,9 %         | 3e                       | [ 17 ] |
| 8           | 4 avril 2024 (21:14 - 22:14)    | 1 970 000                 | 10,5 %          | 21,9 %         | 3e                       | [ 18 ] |
| 8           | 4 avril 2024 (22:21 - 23:31)    | 1 480 000                 | 10,7 %          | 21,8 %         | 4e                       | [ 18 ] |
| 9           | 25 avril 2024 (21:14 - 22:21)   | 2 010 000                 | 10,5 %          | 23 %           | 3e                       | [ 19 ] |
| 9           | 25 avril 2024 (22:21 - 23:28)   | 1 500 000                 | 11,1 %          | 23,1 %         | 4e                       | [ 19 ] |
| 10 (finale) | 4 mai 2024 (21:10 - 22:10)      | 1 700 000                 | 9,3 %           | 21,8 %         | 3e                       | [ 20 ] |
| 10 (finale) | 4 mai 2024 (22:10 - 23:20)      | 1 510 000                 | 10,5 %          | 23,9 %         | 3e                       | [ 20 ] |

Légende :
- plus hauts scores d'audiences
- plus bas scores d'audiences